# Reynst (Adels- und Patriziergeschlecht)

Wappen der Reynst

Die Reynst, auch Reijnst, waren eine Amsterdamer Regentenfamilie, deren Mitglieder auch in der höheren holländischen resp. niederländischen Verwaltung und dem Militär tätig waren. Diverse Zweige bestehen bis heute.

## Chronik
Die Ursprünge des Geschlechts finden sich im 15. Jahrhundert, als sie in der Stadt Amsterdam als Kaufleute tätig waren. Nach der Alteratie von Amsterdam (1578) gelangten die Reynst in die Regierung, wo die Familie im Zeitraum des Goldenen Zeitalters zu einem gewissen Einfluss und Ansehen gelangte. Im Jahre 1840 wurde das Geschlecht mit dem Prädikat Jonkheer in den neuen niederländischen Adel eingeführt. Dieser Zweig ist im Jahre 1972 ausgestorben. Heutzutage existieren noch Familienmitglieder aus einem nichtgeadelten Zweig.

## Personen
- Gerard Reynst († 1615), Kaufmann und Reeder, Mitbegründer der Niederländischen Ostindien-Kompanie sowie Gouverneur-General von Niederländisch-Indien
- Gerrit Reynst (1599–1658), Händler, Vroedschapsmitglied und Kunstsammler; siehe Reynst Collection, welche als Basis der Dutch Gift diente
- Jan Reynst (1601–1646), Händler, Kunstsammler, Ritter von St. Michael
- Lambert Reynst (1613–1679), Ambachtsherr von Amstelveen und Nieuwer-Amstel, Bürgermeister von Amsterdam
- Jacob Reynst (1685–1756), Admiralleutnant von Holland und West-Friesland
- Pieter Hendrik Reynst (1723–1791), Sohn des vorherigen; Admiralleutnant von Holland und West-Friesland
- Jhr. Joan Cornelis Reynst (1798–1871), Sohn des vorherigen; niederländischer Politiker

## Weblink
- Opmerkingen over de geslachten behandeld in Nederland’s Adelsboek (1949), S. 140 (PDF; 8,8 MB)